# Poradnik językowy Wróblewskiego

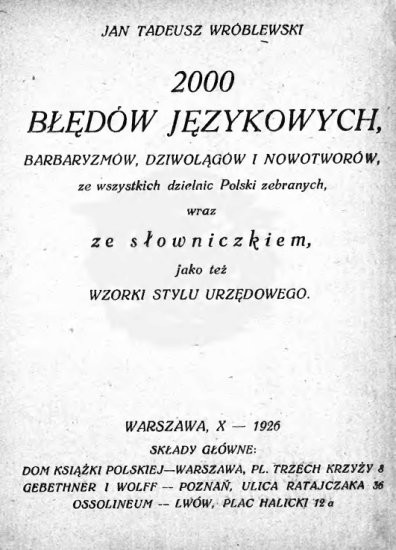
Poradnik językowy Jana Tadeusza Wróblewskiego (1926)

Poradnik językowy Wróblewskiego – propagująca poprawność językową praca Jana Tadeusza Wróblewskiego z 1926 roku ze słowniczkiem wyrazów obcych i ich spolszczeń.

## Ogólna charakterystyka
Praca składa się  z trzech części. Część pierwsza (29 stron) zawiera alfabetyczny spis błędnych (zdaniem autora) wyrazów i zwrotów. 
W przedmowie (13 stron) autor podkreśla swoje zamiłowanie do języka ojczystego i wyraża pragnienie, aby jego rodacy wzięli przykład z Czechów i Niemców, którzy „skwapliwie wzięli się do odchwaszczania swego języka”. Autor piętnuje błędy fleksyjne i składniowe: nie: Miasto st. Warszawa, ale: st. Miasto Warszawa. Według Wróblewskiego błędy popełniają najczęściej tłumacze, służące warszawskie, koła rządowe, też ludzie wykształceni, i nawet językoznawcy. 
W swojej krytyce błędów kieruje się głównie motywami komunikacyjnymi: „Polak Polaka zrozumieć nie może, gdy obaj rozmawiają ze sobą wykoszlawioną cudzoziemszczyzną okraszoną zaledwie polskiemi słowami”. Język polski to „niwa ojczysta, złociste zboże polskie”, natomiast wyrazy obce to „kwiatki robiące wrażenie ostów i kąkoli”.  Barbaryzmy, czyli wyrażenia z innych języków, zachwaszczają język polski.
Wielkopolska, Pomorze, Śląsk znajdują się zdaniem Wróblewskiego pod wpływem języka niemieckiego, a Kresy Wschodnie i Wileńszczyzna – języka rosyjskiego.
Zwraca też uwagę na prawidłową wymowę, w tym na akcent, który powinien padać  na przedostatnią sylabę, nie dotyczy to tylko takich wyrazów jak: botanika, akurat.
Część druga liczy 68 stron i nosi cechy słownika spolszczeń. 
Część trzecia (10 stron) to wzorki stylu urzędowego.

## Słowniczek
Część główna (druga), czyli „Słowniczek błędów językowych, barbaryzmów, dziwolągów i nowotworów” prezentuje zapożyczenia z różnych języków, w pierwszym rzędzie z łaciny (509 przykładów), z niemieckiego (256), ponadto z francuskiego, greckiego, rosyjskiego i z innych języków. Wykaz obejmuje przede wszystkim pojedyncze wyrazy, ale też przykłady wielowyrazowe. Do piętnowanych wyrazów obcych autor proponuje wyrazy rodzime  jako wyrazy/wyrażenia zastępcze (spolszczenia). Podaje też za pomocą skrótów (np.: nm. – z niemieckiego) pochodzenie zapożyczeń.
Przykłady na krytykowane zapożyczenia:
Latynizmy
Depresja – upadek sił, osłabienie
Egoista – samolub, sobek
Emigracja – wychodztwo
Szczególnie latynizmy w języku urzędowym są często niezrozumiałe dla zwykłych ludzi.
Germanizmy
Fartuch – zapaska
Frajd – uciecha, przyjemność
Kartofle – ziemniaki
Handel – kupiectwo, targownictwo (kupczenie)
Rajtszula – ujeżdżalnia, ale nie muszą być spolszczane: rajstopy, rajtuzy
Za germanizmy uznaje też wyrazy resort, mebel, gdyż zostały one zapożyczone z francuskiego za pośrednictwem języka niemieckiego.
Krytykuje kalki z języka niemieckiego, jak: wsiąść w tramwaj, dopiąć swój cel  (dopiąć swego celu). 
Galicyzmy (zapożyczenia z francuskiego)
Abonent – przedpłaciciel
Liberalny  – wolnomyślny
Sezon  – czas, okres, pora roku
Grecyzmy
Epilog – zakończenie
Fenomen – osobliwość, rzadkość
Hipoteza – przypuszczenie, domysł
Lakoniczny – zwięzły, treściwy
Podaje przykłady na błędne kalki gramatyczne z języka rosyjskiego: ryby pływali, dzieci skakali.
Bohemizmy (zapożyczenia z czeskiego)
Frasunek – kłopot, troska …,
Hojny – szczodry
Anglicyzmy
Leader – przywódca
Import – przywóz
Dandy – strojniś, światowiec
Jednak w swojej krytyce wyrazów obcych autor wykazuje dosyć umiarkowaną postawę, daleką od radykalizmu. Nie zamieszcza negatywnych komentarzy pod adresem osób popełniających błędy językowe, nie wymienia żadnych nazwisk.
Zastępowane są też neologizmy:
Drogość  –  drożyzna
Krajan – rodak, ziomek
Krytyce poddane zostały dialektyzmy jak:
Co jest na rzeczy – o co chodzi
Oglądnąć – obejrzeć
Uciekinier – uchodźca
Zapodanie – oświadczenie, wniosek, zeznanie